# Lena Leonhardt
Lena Leonhardt (* 1987 in Horb am Neckar) ist eine deutsche Filmregisseurin und Drehbuchautorin im Bereich Dokumentarfilm.
2017 erhielt sie für ihren Film "Hundesoldaten" den Grimme-Preis. Bekannt wurde sie zudem durch ihren 2019 erschienenen Film "Höhenflüge" und die 2023 erschienene Netflixserie „Der Fall Jens Söring“.

## Leben
Lena Leonhardt wuchs in Nagold auf. Schon als Kind erzählte und schrieb sie gerne Geschichten.
Sie studierte zunächst Kommunikationswissenschaft an der Universität Hohenheim und arbeitete als Radiomoderatorin, Reporterin und Produktionsassistentin. Anschließend studierte sie Regie an der Filmakademie Baden-Württemberg und an der Ryerson University in Toronto.
Sie lebt in Stuttgart.

## Werk
2013 erschien ihr Dokumentarfilm "Mit anderen Augen", der von der Beziehung zwischen Menschen und Pferden handelt.
2014 erschien ihr erster Kinofilm Rheingold, bei dem sie zusammen mit Peter Bardehle Regie führte.
2016 erschien ihr Abschlussfilm "Hundesoldaten", für den sie ein Jahr lang in einer Diensthundeschule der Bundeswehr in Koblenz drehte. 2017 wurde "Hundesoldaten" mit dem Grimme-Preis ausgezeichnet. 2017 wurde Lena Leonhardt ins Talentprogramm der Berlinale (Berlinale Talents) aufgenommen.
2019 erschien ihr langer Kino-Dokumentarfilm "Höhenflüge", der von Brieftauben handelt, und die diesbezüglichen alten Traditionen einem heutigen Millionengeschäft in der globalisierten Weltwirtschaft gegenüberstellt. Für "Höhenflüge" erhielt sie den Filmkunstpreis Sachsen-Anhalt im Bereich Langfilm. Im gleichen Jahr wurde "Höhenflüge" für den besten deutschen Dokumentarfilm beim DOK.fest München nominiert.
2021 folgte ihr dritter Kinofilm "ROAMERS – Follow your likes". 
2023 erschien ihre international erfolgreiche Netflixserie „Der Fall Jens Söring“. Im gleichen Jahr wurde Lena in die deutsche Filmakademie aufgenommen. 

## Filmografie
- 2010: Komplementär (Regie, Drehbuch)
- 2011: Zwei Grad (Regie, Drehbuch)
- 2013: Mit anderen Augen (Regie, Drehbuch)
- 2014: Rheingold – Gesichter eines Flusses (Regie)
- 2016: Hundesoldaten (Regie, Drehbuch)
- 2019: Höhenflüge (Regie, Drehbuch)
- 2020: Fuck Corona (Regie, Drehbuch)
- 2021: ROAMERS – Follow your likes (Regie, Drehbuch)
- 2023: Der Fall Jens Söring (Regie, Drehbuch)

## Auszeichnungen
- 2019: Filmkunstpreis Sachsen-Anhalt/Langfilm für Höhenflüge
- 2017: Grimme Preis Junger Dokumentarfilm für Hundesoldaten
- 2017: NaturVision Newcomerfilmpreis für Hundesoldaten[10]
- 2014: NaturVision Newcomerfilmpreis für Mit anderen Augen[11]